# Альфдорф
Альфдорф (нім. Alfdorf) — громада в Німеччині, знаходиться в землі Баден-Вюртемберг. Підпорядковується адміністративному округу Штутгарт. Входить до складу району Ремс-Мур.
Площа — 68,52 км2. Населення становить 7113 ос. (станом на 31 грудня 2020).